# Winkler
Winkler är en ort i Kanada. Den är belägen i provinsen Manitoba, i den sydöstra delen av landet, 1 700 km väster om huvudstaden Ottawa. Winkler ligger 271 meter över havet och antalet invånare är 8 270.
Terrängen runt Winkler är platt. Winkler är det största samhället i trakten.
Trakten runt Winkler består till största delen av jordbruksmark. Runt Winkler är det mycket glesbefolkat, med 5 invånare per kvadratkilometer.  Trakten ingår i den hemiboreala klimatzonen. Årsmedeltemperaturen i trakten är 4 °C. Den varmaste månaden är juli, då medeltemperaturen är 21 °C, och den kallaste är januari, med −16 °C. Genomsnittlig årsnederbörd är 570 millimeter. Den regnigaste månaden är juni, med i genomsnitt 110 mm nederbörd, och den torraste är februari, med 13 mm nederbörd.